# Osztrák–Magyar Bank

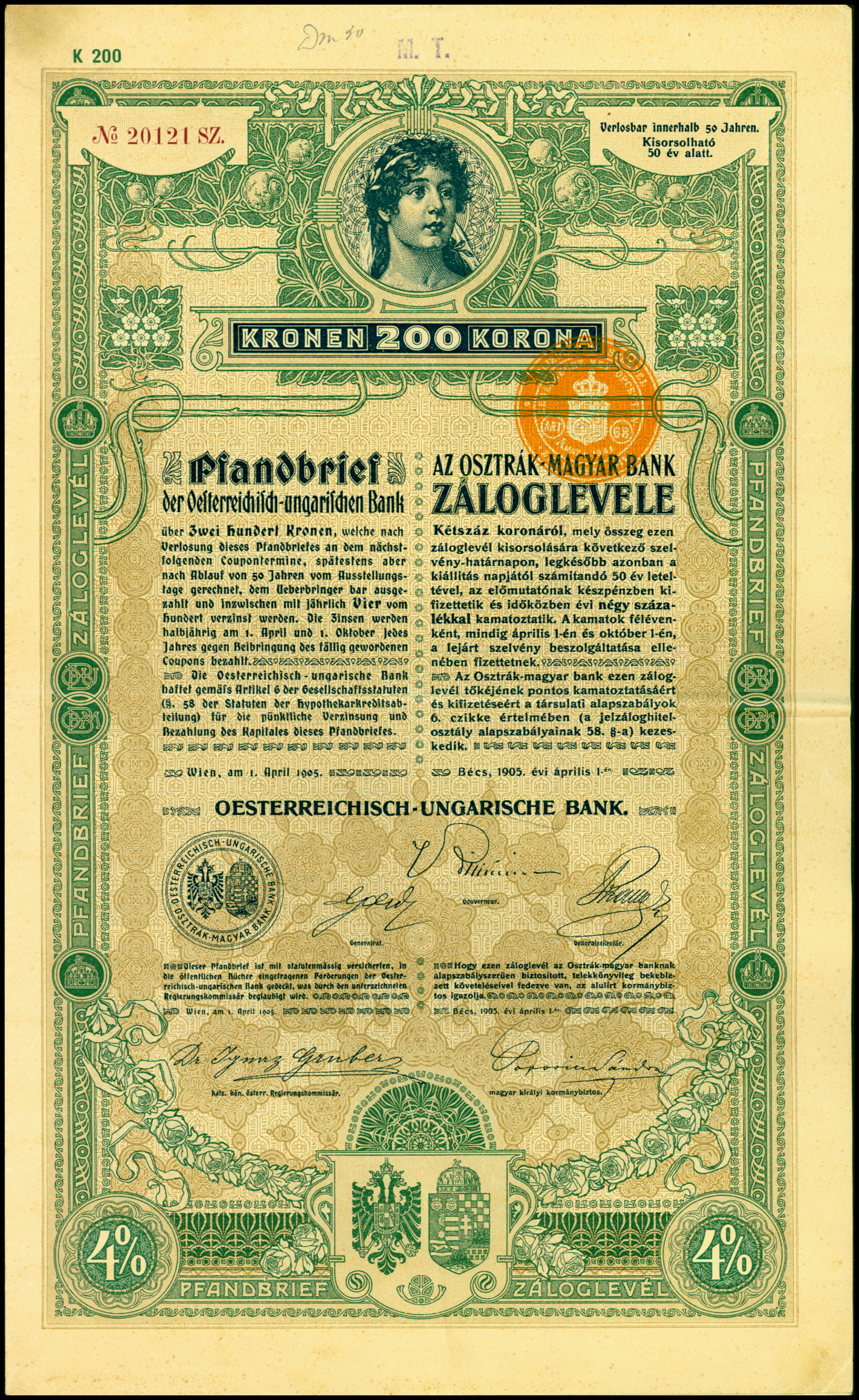
A Bank 200 koronás záloglevele, 1905. április 1.

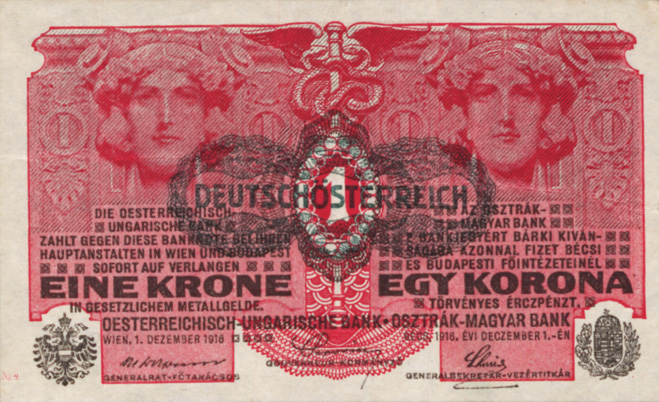
A Bank által 1916-ban kibocsátott 1 koronás bankjegy

Az Osztrák–Magyar Bank (németül: Oesterreichisch-ungarische Bank) az Osztrák–Magyar Monarchia közös jegybankja volt. Utódbankjainak egyike a Magyar Nemzeti Bank.

## Története

### Előzményei
I. Ferenc magyar király 1816. június 1-jei pátense alapján 1817-ben megalakult és 25, majd újabb 25 évre kapott engedélyt a bécsi központú Szabadalmaztatott Osztrák Nemzeti Bank (Privilegirte oesterreichische National-Bank). Magyarország területén az első magyar kiadású bankjegyek az 1848-49-es szabadságharc idején kerültek forgalomba; kibocsátójuk a Magyar Kereskedelmi Bank volt. A szabadságharc leverése után viszont ismét a bécsi központi bank bankjegyei voltak forgalomban.
A kiegyezéskor a magyar fél el akarta érni a különálló magyar jegybank felállítását, ezt azonban a császár meggátolta. Ehelyett 1878-ban a közös felügyelet alatt álló Osztrák–Magyar Bankot hozták létre, az osztrák jegybank jogutódaként.

### Az Osztrák–Magyar Bank megalakulása

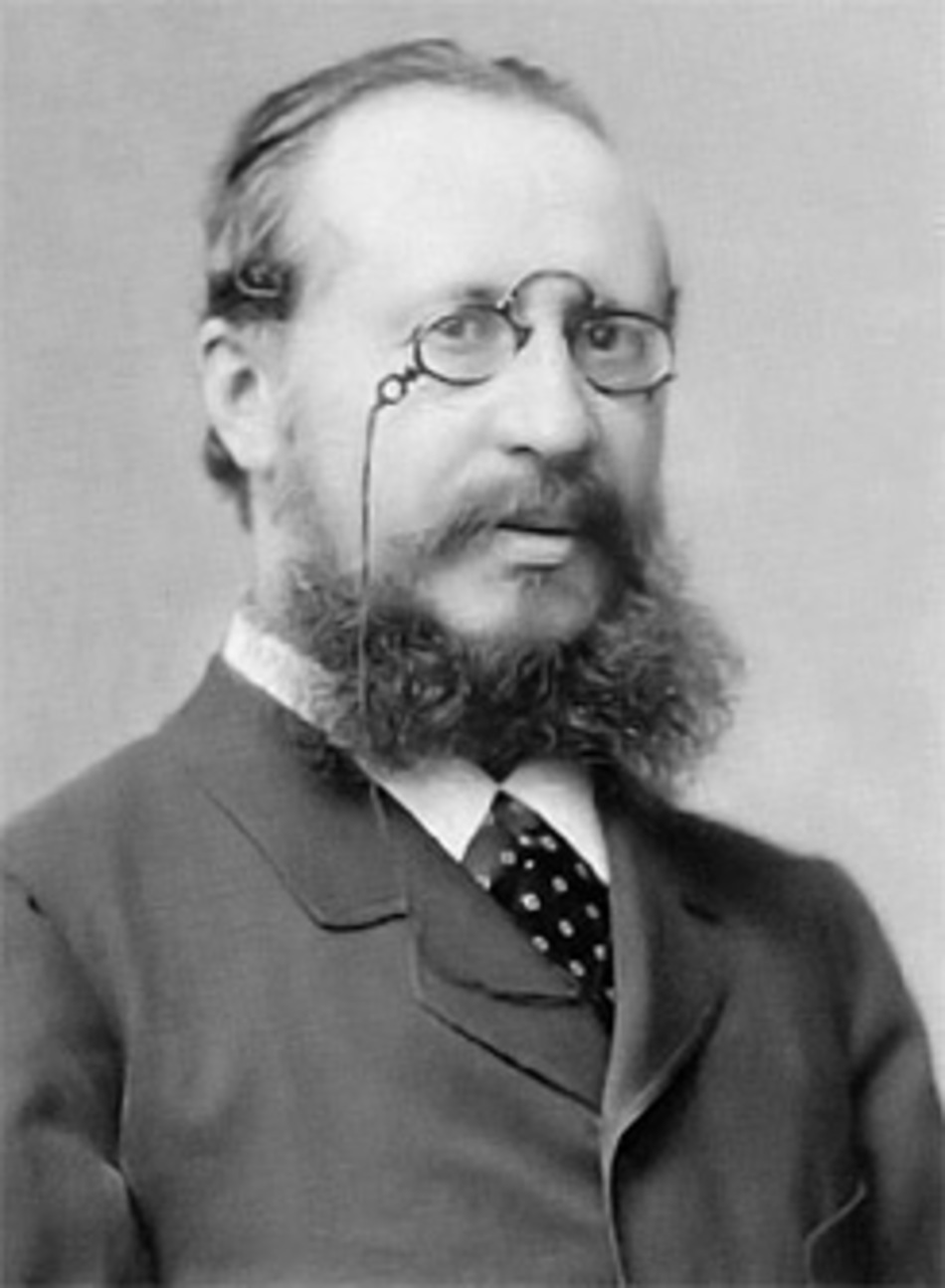
Széll Kálmán arcképe

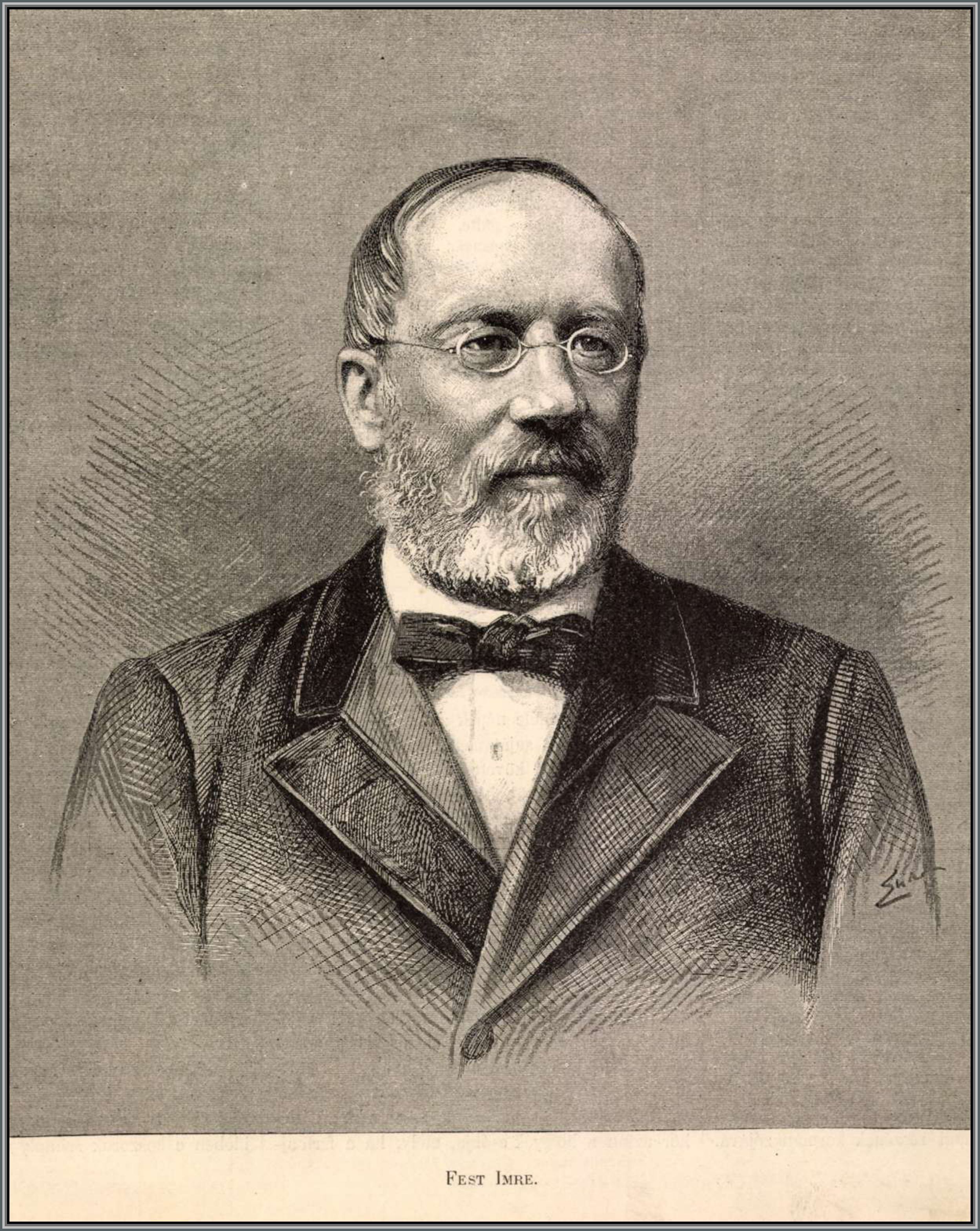
Fest Imre 1883-ban

Széll Kálmánnak  a Szabadelvű Párt színeiben  1875 márciusában pénzügyminiszter lett. Széll határozott, takarékos miniszter volt; legnagyobb sikere  az Osztrák–Magyar Bank létrehozása volt. Miközben 1878-ban Széll létrehozta Ausztriával a pénzügyi és gazdasági kiegyezés megújítását, a bankkérdést az egységes osztrák banknak közös osztrák–magyar bankká alakításával  kívánta megoldani. (Említést érdemel, hogy az Osztrák–Magyar Bank ügyében Széll vitában állt Tisza Kálmán miniszterelnökkel, aki eredetileg önálló magyar jegybank felállításán fáradozott, amelytől nagy kamatmentes kölcsönöket remélt. Ugyanakkor Tisza  az ehhez szükséges gazdasági-pénzügyi átalakításokat nem vállalta.)

### Funkciói
Az Osztrák–Magyar Bank magánjogi társaság (részvénytársaság) formájában működött. Funkcióit az állami engedély (ú.n. szabadalom) határozta meg.
A Banknak a jegybanki funkciója mellett  kereskedelmi banki funkciói is voltak (pl. kereskedelmi váltók leszámítolása).

### Vezetői
Az Osztrák–Magyar Bank legfelsőbb szerve a főtanács volt, amelynek elnöke a főkormányzó, tagjai pedig a két alkormányzó és a 12 főtanácsos voltak. A Bank első osztrák alkormányzója Wilhelm von Lucam lett, míg a magyar alkormányzója Fest Imre.
A banknak 1892 és 1900 között Kautz Gyula, majd 1909 és 1918 között Popovics Sándor személyében magyar főkormányzója volt.

### Szabadalmának meghosszabbításai
A Bank működési engedélye (ú.n. szabadalma) határozott időtartamra szólt, ezért időnként újabb és újabb  ideiglenes meghosszabbításra szorult.
Magyarországon 1887-ben törvénycikk született az 1878-as törvény hatályának 10 évvel történő meghosszabbításáról.
A magyar kormány 1897. október 12-én a Bank szabadalmának egy évi ideiglenes meghosszabbítására törvényjavaslatot nyújtott be, amely azonban csak 1898. január 22-én léphetett életbe, ezért a közbeeső időre a magyar királyi pénzügyminiszter «annak lehetővé tétele végett, hogy a jegybankügy terén zavarok ne állhassanak be», 1897. december 30-án a status quo fenntartására a bankkal külön egyezményt kötött. Az 1899. IV. t.-c. egy további évre, azaz 1899 végéig tartotta érvényben a bank szabadalmát. Ausztriában a szabadalomnak ugyancsak 1898, illetőleg 1899. december 31-ig leendő változatlan érvényben maradását az 1897 és 1898. december 30-ról kelt császári rendeletek folytán kötött egyezmények biztosították. Ezalatt a szabadalom megújításának feltételével kapcsolatos, rendkívül hosszas tárgyalások tovább folytak és ezeket lényegében csak 1898-ban  fejezték be. Ezt követően mindkét kormány április 21-én (az osztrák kormány az ülésszaknak júliusban történt bezárása után, másodízben szeptember 29-én) a köztük és a bankkal létrejött megállapodásokat tartalmazó törvényjavaslatot az osztrák illetve magyar  törvényhozás elé terjesztette (1899. XXXVII. t.-c.).
Az Osztrák–Magyar Bank hálózata 1898-ban 58 bankintézetből és 146 "mellékhelyből" állt; ezek közül 22 intézet és 80 mellékhely a magyar birodalom területén működött.
A Bank 1892-től megkapta az arany alapú korona bankjegyek kibocsátásának monopoljogát. Ezek a korona bankjegyek 1900-tól Ausztria–Magyarország egyetlen törvényes fizetőeszközévé váltak. Ez a közös pénz a Monarchia gazdasági egységének egyik kulcsa volt.
1911-ben a XVIII. törvénycikk intézkedett a Bank szabadalmának, valamint az érme- és pénzrendszerre vonatkozó szerződésnek az 1917. december 31-ig történő meghosszabbításáról 

### A 20. század elején
A hazai belpolitikai életben a 20. század elejére nyugvópontra kerültek azok a viták, amelyek a 67-eseket (akik a közös bank mellett voltak), illetve az önálló magyar bankot szorgalmazó 48-as függetlenségieket megosztották.

1913-ban Boross László írta a Nyugat hasábjain: 

„...mért lenne a függetlenségi párt programja kormányképtelen? Az önálló bank miatt? A bécsi osztrák-magyar bank több részvényese mért ne alapíthatna új részvényesekkel egy a magyar kormány kontrollja alatt álló testvérintézetet? Kishitűség azt mondani, hogy az önálló bankot, mely adminisztratív szempontból is érdek, úgyse kaphatjuk meg.”

A Bank bankjegykibocsátási joga – szabadalmának többszöri meghosszabbítása után – egészen 1917-ig volt érvényben.
Az első világháború után, 1919-ben, a rövid életű Tanácsköztársaság alatt a bank magyarországi főintézetét állami tulajdonba vették és bankjegykibocsátási joggal ruházták fel.

### Felszámolása és utódbankjai
Az első világháború után az Osztrák–Magyar Bank felszámolása lényegében két szakaszban történt meg. Először 1918. októbere és 1919. szeptember 2-a között darabokra szakították, ám még tovább működött. A szűkebb értelemben vett felszámolás 1919. szeptembere és 1922. májusa között történt meg.
A trianoni békeszerződés 189. cikkelye Magyarországnak, a saint-germain-en-laye-i békeszerződés pedig Ausztriának előírta, hogy a szerződés aláírását követő napon meg kell kezdeni az Osztrák–Magyar Bank felszámolási műveleteit. (A békekonferencia lényegében csak a kész helyzetet szentesítette.)  
A Bank felszámolása két ütemben történt meg 
A békeszerződések említett rendelkezéseinek Magyarország 1921. augusztus 1-jén, a Magyar Királyi Állami Jegyintézet megalapításával tett eleget.  Ugyanakkor 1922 nyarára Magyarországon  elengedhetetlenné vált a szanálás. Ehhez a Népszövetség csak azzal a feltétellel biztosított támogatást, ha új központi bank alakul. Ennek megfelelően hozták meg az 1924. évi V. t.-c.-t, amely április 26-án lépett hatályba. A Magyar Nemzeti Bank részvénytársasági formában 1924. június 24-én kezdte meg működését.
Az Osztrák–Magyar Bank felszámolása után a központi jegybanki feladatkört az egykori dualista monarchia területén a következő  bankok vették át: 
- Oesterreichische Nationalbank
- Magyar Királyi Állami Jegyintézet, majd a Magyar Nemzeti Bank
- Česká národní banka
- Národná Banka Slovenska